# Mumbo Jumbo
Mumbo Jumbo sont des montagnes russes en métal du parc Flamingo Land Theme Park & Zoo, situé dans le Yorkshire du Nord, en Angleterre, au Royaume-Uni. C'est un modèle El Loco construit par S&S Worldwide à deux inversions.

## Record
Avec une pente de 112°, Mumbo Jumbo a détenu le record du monde de chute la plus inclinée du 4 juillet 2009 au 1er juillet 2011. Le record a été battu par Timber Drop, des montagnes russes du même modèle situées dans le parc français Fraispertuis-City. Actuellement, il est détenu par Takabisha, un Euro-Fighter du parc Fuji-Q Highland, situé au Japon.

## Incident
Le 2 mai 2010, un wagon est resté bloqué à l'envers dans une inversion, avec deux personnes à bord. Un poncho était bloqué dans les roues du wagon. Elles ont été évacuées en sécurité une vingtaine de minutes après.